# Derechos civiles y políticos
Los derechos civiles y políticos son una clase de derechos que protegen la libertad política de los individuos frente a la violación por parte de gobiernos, organizaciones sociales y particulares. Garantizan el derecho a participar en la vida civil y política de la sociedad y del Estado.
Los derechos civiles suelen incluir la garantía de la integridad física y mental de las personas, el vida y la seguridad, la protección frente a la discriminación, el derecho a la intimidad, la pensamiento, la discurso, la religión, la prensa, la asamblea y la movimiento.
Los derechos políticos incluyen la justicia natural (imparcialidad procesal) en la ley, como los derechos del acusado, incluido el derecho a un juicio justo; el debido proceso; el derecho a buscar reparación o un recurso legal; y los derechos de participación en la sociedad civil y la política, como la libertad de asociación, el derecho de reunión, el derecho de petición, el derecho de autodefensa y el derecho a voto. Estos derechos también deben seguir la norma jurídica, es decir, deben tener fuerza de ley y encajar en el sistema de justicia administrativa. Una característica clave en la sociedad moderna es que cuanto más pueda garantizar un Estado los derechos políticos de los ciudadanos, mejores serán las relaciones del Estado con sus ciudadanos.
Los derechos civiles y políticos constituyen la parte original y principal de los derechos humanos internacionales. Comprenden la primera parte de la Declaración Universal de los Derechos Humanos de 1948 (con los derechos económicos, sociales y culturales comprendiendo la segunda parte). La teoría de las tres generaciones de derechos humanos considera que este grupo de derechos son «derechos de primera generación», y la teoría de los derechos negativos y positivos los considera en general derechos negativos.

## Desarrollo
Los derechos civiles y políticos son dos categorías de derechos que a veces suelen estudiarse de forma conjunta. En general, son derechos que protegen las libertades individuales de su quebrantamiento ilegal por parte del poder y garantizan la capacidad del ciudadano para participar en la vida civil y política del Estado en condiciones de igualdad y sin discriminación. 
Los derechos civiles son los reconocidos por todos los ciudadanos y por la ley; y en ello se distinguen de los derechos humanos y de los derechos naturales. Los derechos civiles son concedidos dentro de un Estado, mientras que los derechos naturales o los derechos humanos son internacionales, y, se tienen, o bien por el mero hecho de nacer, según la teoría iusnaturalista, o bien por la mera constitución de la sociedad, según la teoría contractualista (el iuspositivismo, que separa moral y derecho, no se plantea la existencia de derechos naturales). John Locke sostuvo que los derechos naturales a la vida, la libertad y la propiedad debían ser convertidos en derechos civiles y protegerse por el Estado soberano como aspecto del contrato social (derechos constitucionales).
Los derechos políticos constituyen la primera porción de la Declaración Universal de Derechos Humanos de 1948 (así como los derechos económicos, sociales y culturales comprenden la segunda parte). La teoría de las tres generaciones de derechos humanos considera a este grupo de derechos como los "derechos de primera generación", y la teoría de los derechos negativos y positivos (libertad negativa y positiva) los designa como derechos negativos. No obstante, en cuanto los derechos sociales o positivos
se justifican en la reparación de deficiencias que obstaculizan gravemente el ejercicio de la plena condición de ciudadano, son también "civiles", al tener su correspondiente definición precisa en la contrapartida de una obligación establecida por parte de los poderes públicos.
La Convención Americana sobre Derechos Humanos establece en su Capítulo II de Derechos Civiles y Políticos los siguientes derechos y libertades: reconocimiento de la personalidad jurídica, derecho a la vida, la integridad y libertad personal, la prohibición de la esclavitud y la servidumbre, garantías judiciales, principio de legalidad y retroactividad, derecho de indemnización, protección de la honra y la dignidad, libertad de conciencia y de religión, libertad de pensamiento y de expresión, derecho de rectificación o respuesta, derecho de reunión, libertad de asociación, protección a la familia, derecho al nombre, derechos del niño, derecho a la nacionalidad, derecho a la propiedad, derecho de circulación y de residencia, derechos políticos, igualdad ante la ley y protección judicial.
El Pacto Internacional de Derechos Civiles y Políticos de 1966 incluye el "derecho de libre determinación" de "todos los pueblos". Los llamados "derechos colectivos", por oposición a los "derechos individuales", están entre los "derechos de tercera generación" según la teoría de las tres generaciones de derechos.
Según parte de la doctrina, estos derechos no son susceptibles de jerarquización, pues son indivisibles e interdependientes. Para otra parte de la doctrina (Bidart, Rosatti, Ekmekdjian, Riofrío) es posible establecer criterios lógicos, cronológicos, axiológicos, normativos, entre otros, para establecer algún tipo de jerarquía, abstracta o concreta, de los derechos. La tesis más aceptada es que el peso específico del derecho y la determinación de cuál derecho ha de prevalecer en un balanceo de derechos, ha de hacerse en el caso concreto. y las comunicaciones; el derecho a la igualdad y la protección contra la discriminación originada en cualquier condición personal o social (edad, orientación sexual, discapacidad física o mental, marginación económica o social, creencias religiosas o de otro tipo, condición étnica -designada como "raza" o de cualquier otra forma-) y los derechos individuales, entre los que están la propiedad y una numerosa lista de derechos y libertades: libertad de pensamiento, expresión, prensa e imprenta, libertad de culto, libertad de circulación y residencia; junto con los derechos de participación en la vida civil y política, como el derecho de sufragio, el derecho de petición, el derecho de reunión y manifestación, el derecho de asociación, etc. Los derechos políticos incluyen la justicia natural o equidad procesal, expresada en los derechos de las partes y de los reos o acusados y en el derecho a un juicio justo con garantías procesales (debido proceso), incluidas las garantías contra una detención ilegal, el derecho a conocer la acusación y al acusador, el derecho a rebatir las acusaciones, el derecho a asistencia, representación y defensa jurídica, a no declarar, la ausencia de tortura, el habeas corpus, la presunción de inocencia, la irretroactividad de las leyes sancionadoras, la proporcionalidad de las penas, el derecho al recurso procesal, a obtener una reparación, etc.

## Movimiento por los derechos civiles
Movimiento por los derechos civiles es la denominación habitual del movimiento político y social que tiene como fin el reconocimiento de los derechos civiles, aunque la etiqueta se asocia especialmente al movimiento por los derechos civiles en Estados Unidos del tercer cuarto del siglo XX, protagonizado por la minoría negra.

## Galería de imágenes relacionadas con movimientos por derechos civiles

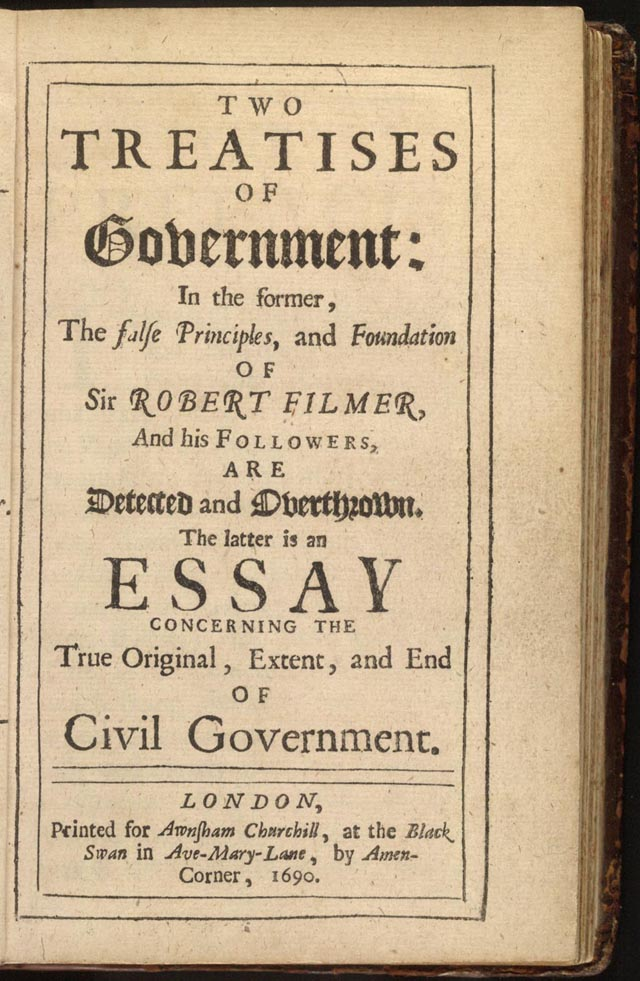
Declaración de Derechos de 1689 y Dos tratados sobre el gobierno civil, de John Locke, 1689.
Las primeras enmiendas a la Constitución de los Estados Unidos (25 de septiembre de 1789), conocidas como Bill of Rights ("carta de derechos"), concretaron los derechos civiles, no explicitados en la Declaración de Independencia (1776) ni en el texto inicial de la Constitución de los Estados Unidos (1787).
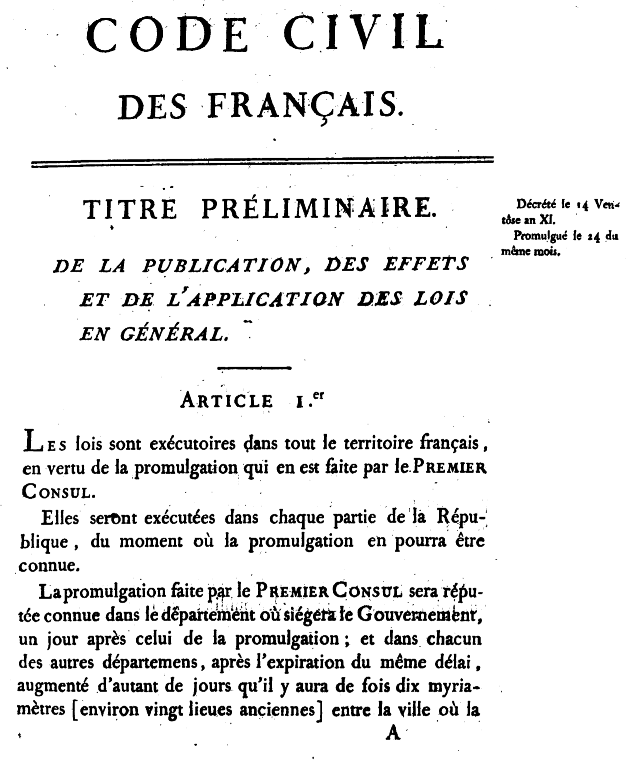
Code civil des français ("código civil de los franceses") o "Código Napoleón", de 1804. El Imperio napoleónico reguló los derechos civiles reconocidos durante la Revolución francesa, lo que significó su asentamiento y extensión por toda Europa, más eficazmente que la solemne Declaración de los Derechos del Hombre y del Ciudadano de 1789 o el lema Liberté, égalité, fraternité ("libertad, igualdad, fraternidad").
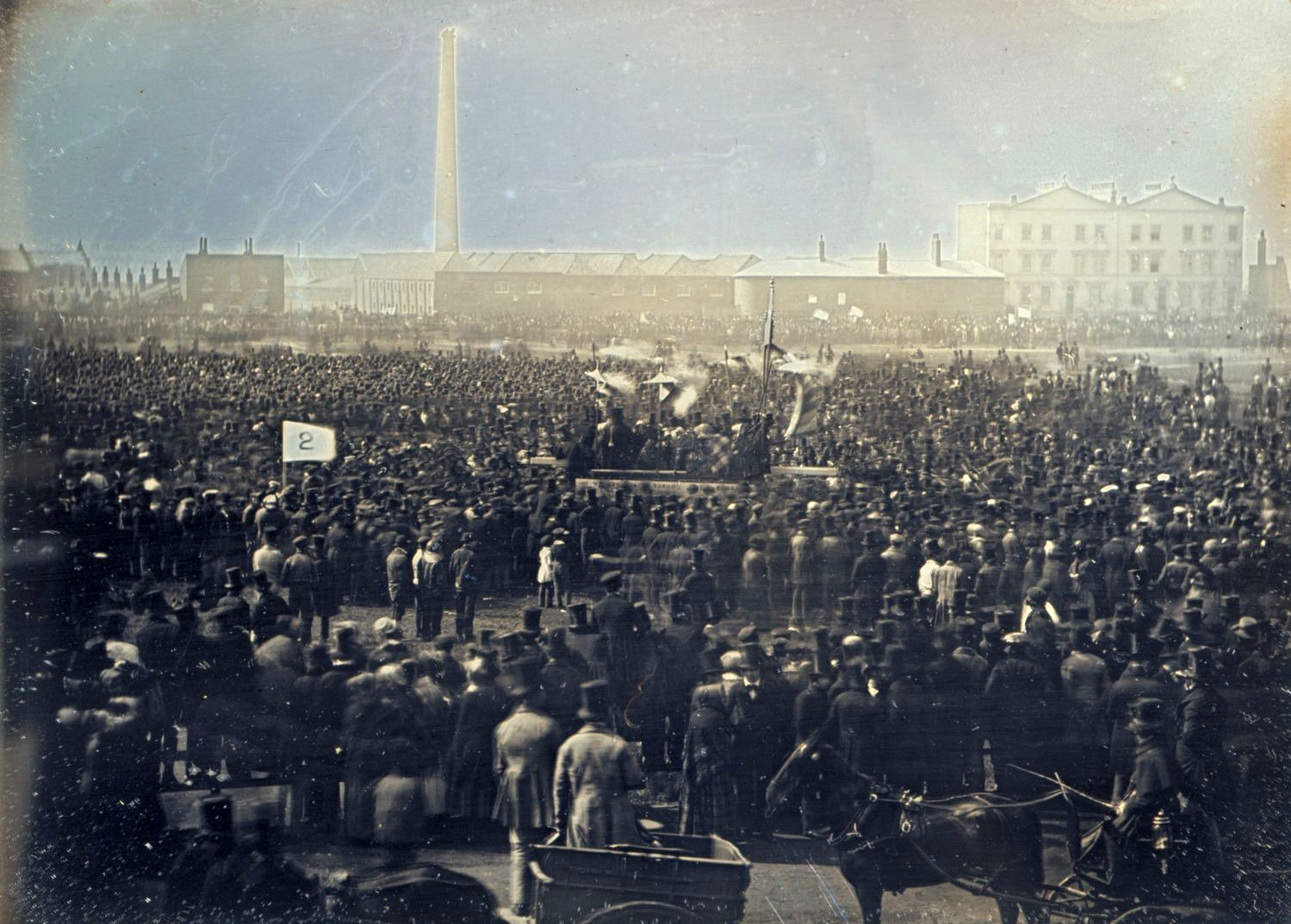
Manifestación cartista (1848). La respuesta pragmática y reformista del sistema político británico (en ausencia de constitución escrita) a las demandas sociales y políticas encauzadas por movimientos de masas, condujo a la paulatina ampliación del derecho de sufragio.
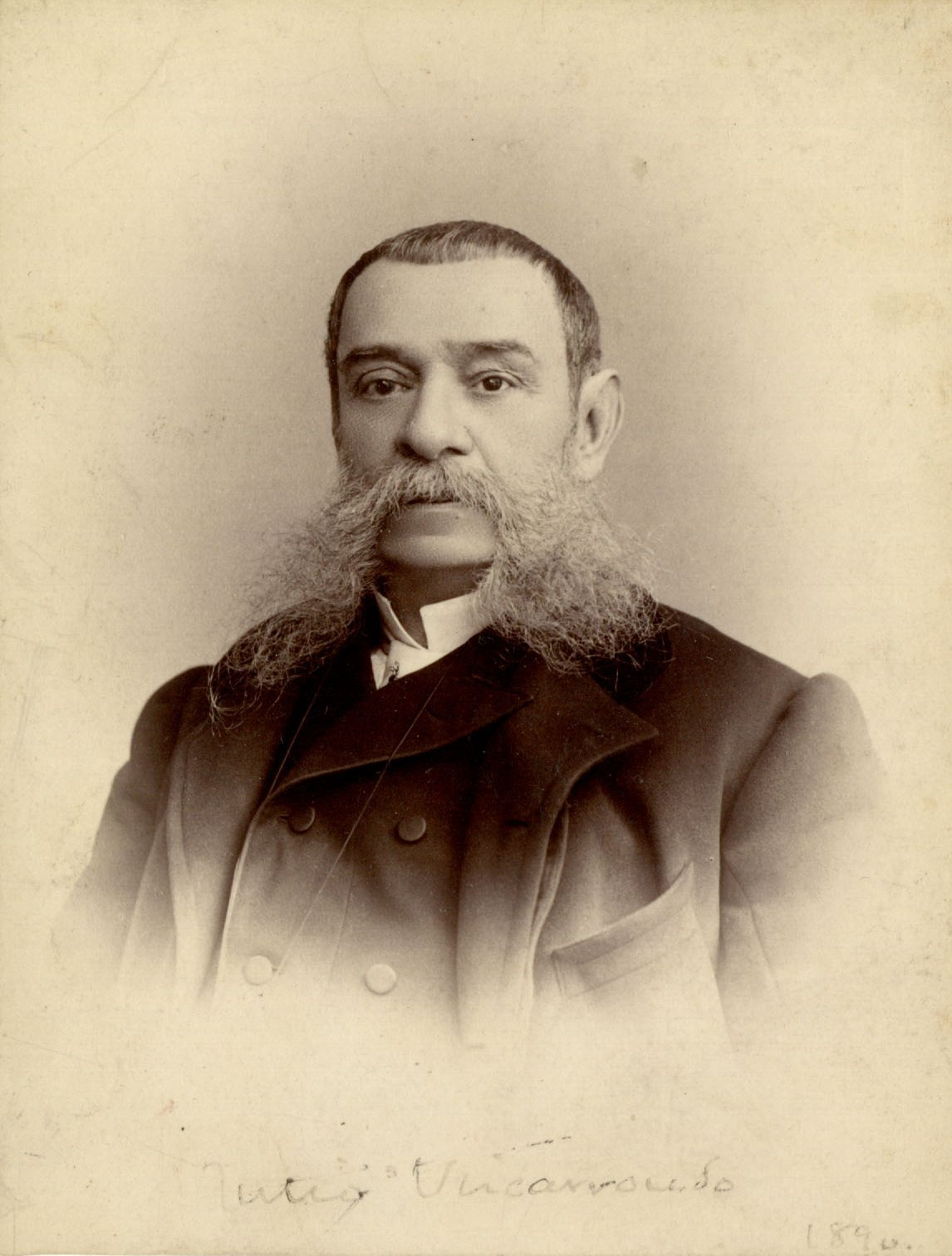
Julio Vizcarrondo, líder del abolicionismo en España.
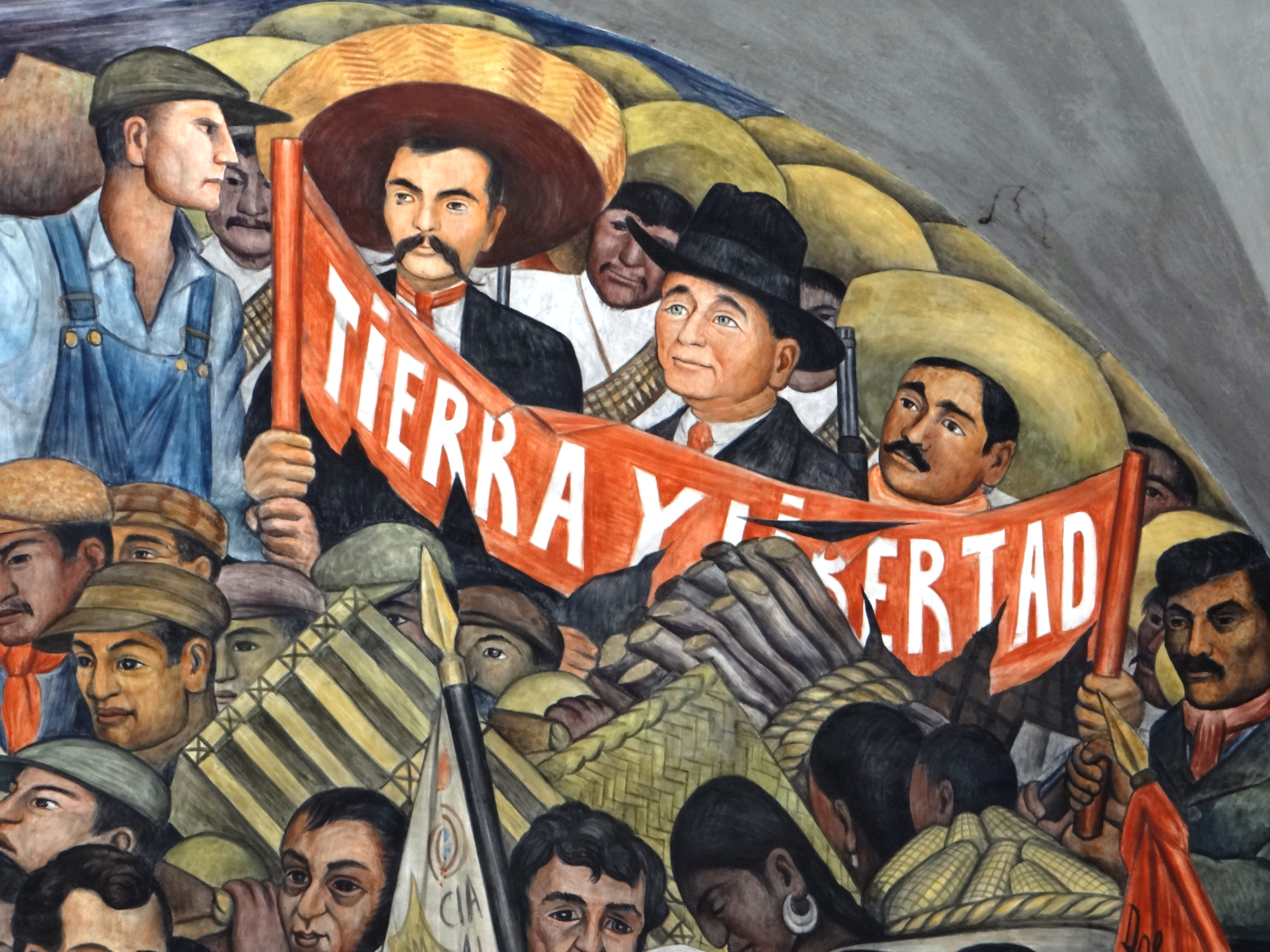
Emiliano Zapata y el lema de la Revolución mexicana (Tierra y Libertad) en un mural de Diego Rivera.
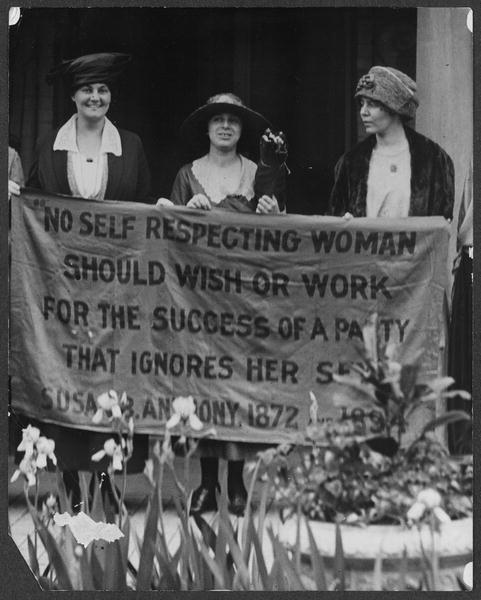
Manifestación sufragista (1920).
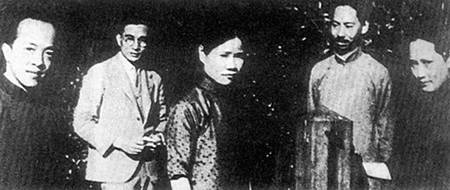
Liga china por los derechos civiles (1932).
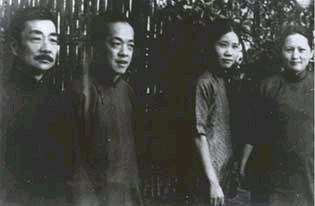
Ídem.
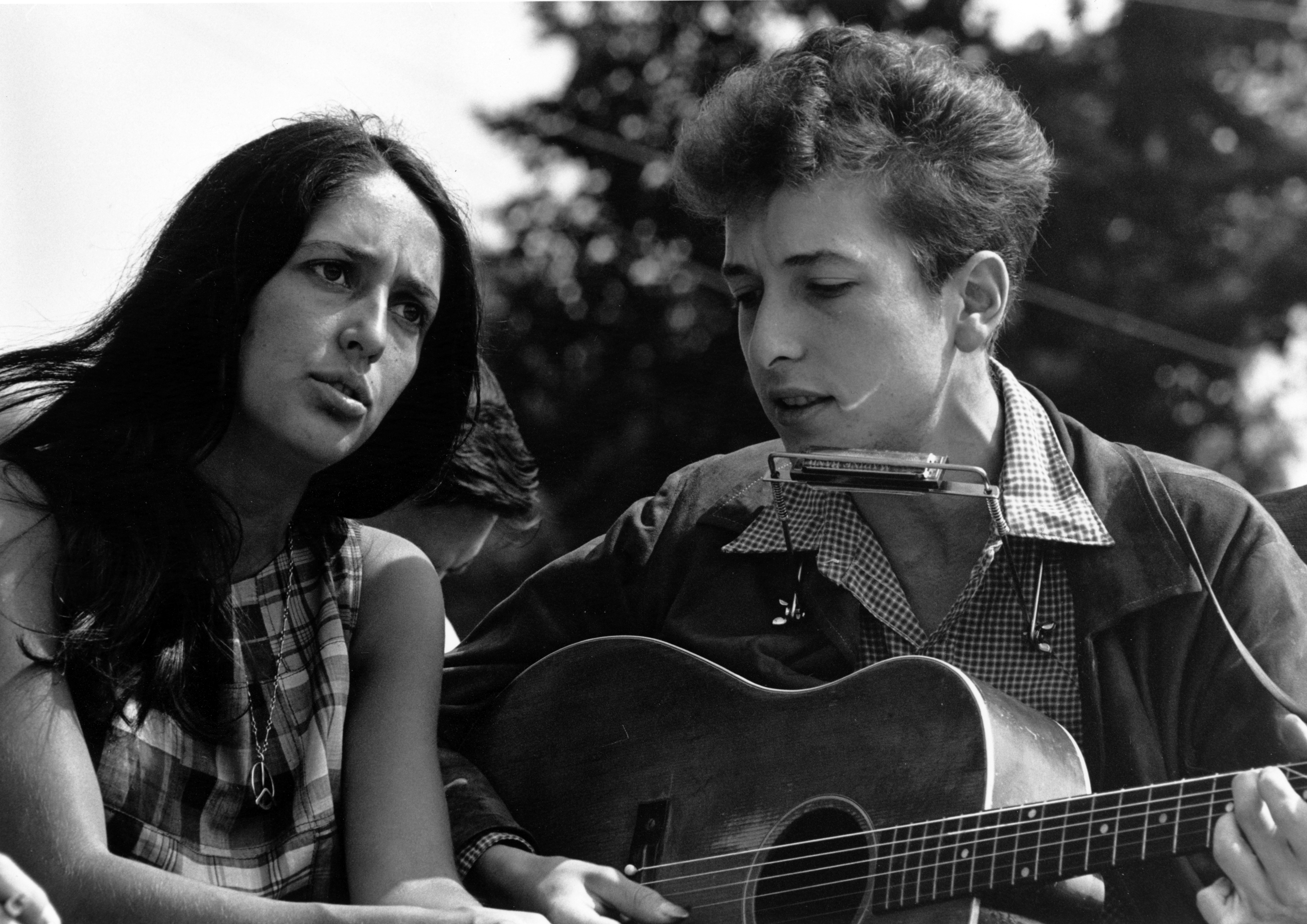
Joan Baez y Bob Dylan en la Marcha sobre Washington por el trabajo y la libertad o "Marcha por los derechos civiles", que tuvo lugar en Washington el 28 de agosto de 1963.
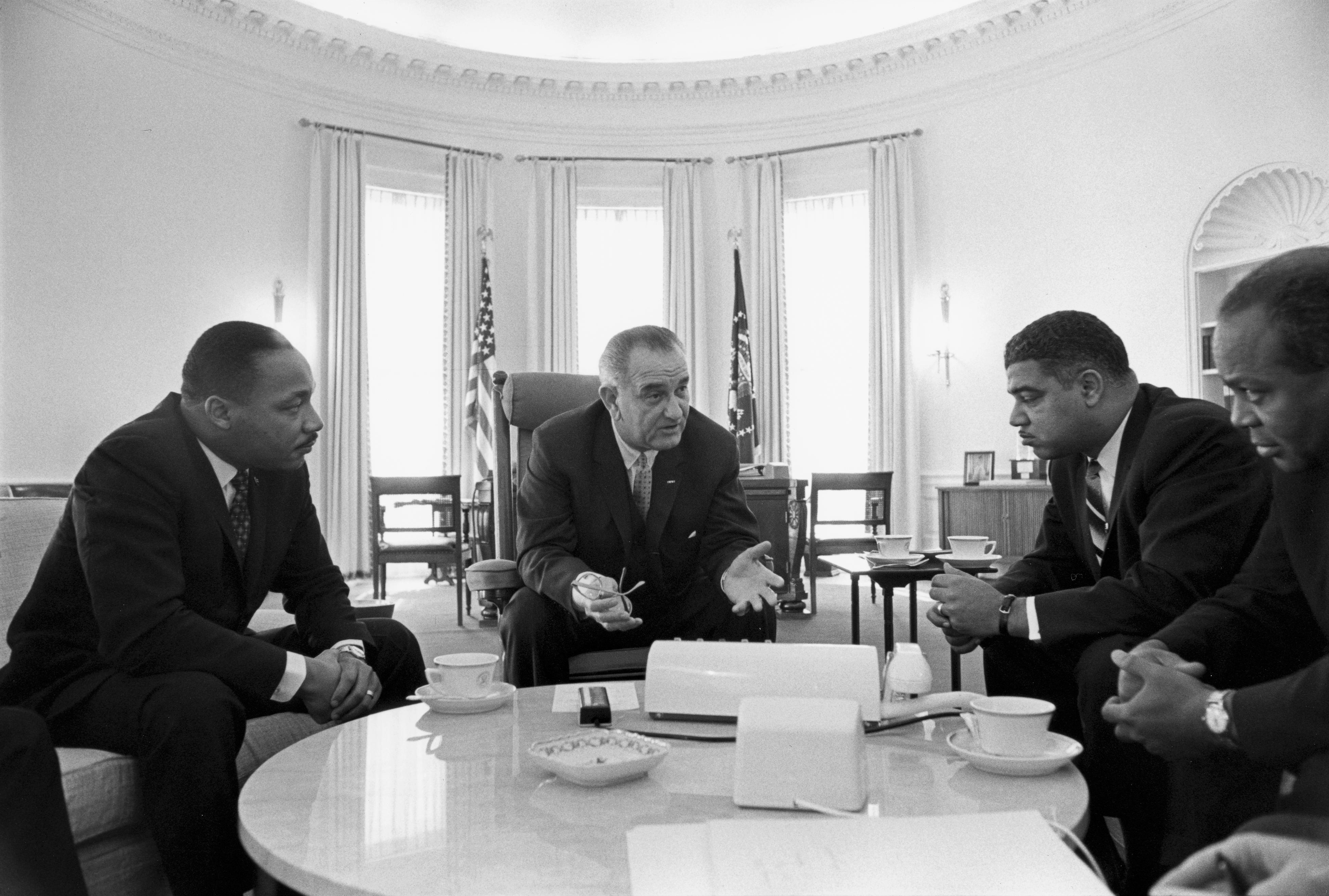
Encuentro del presidente de Estados Unidos Lyndon Johnson con Martin Luther King y otros líderes del movimiento por los derechos civiles, el 18 de enero de 1964 (entre una y otra fecha, el presidente John Kennedy había sido asesinado).
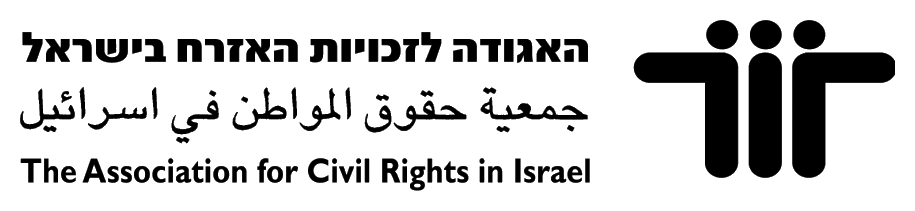
Asociación por los derechos civiles en Israel.
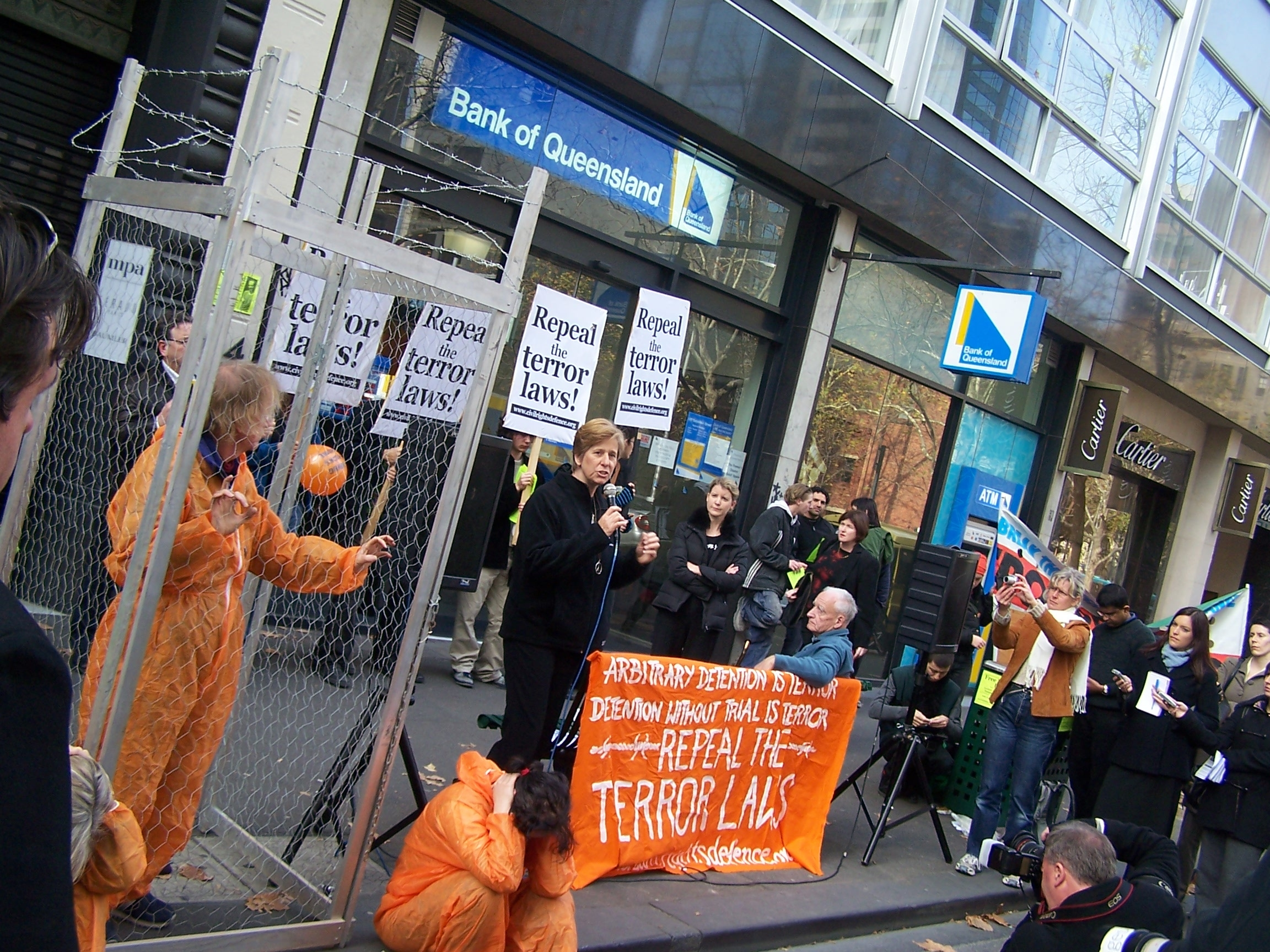
Manifestación por los derechos civiles en Australia.